# Hospital de La Princesa
El Hospital Universitario de La Princesa es un centro hospitalario de la ciudad de Madrid fundado en 1857 y ubicado en la calle de Diego de León. Se trata de uno de los cuatro hospitales docentes de la Facultad de Medicina de la Universidad Autónoma de Madrid. El actual edificio hospitalario se inauguró en 1955.

## Historia

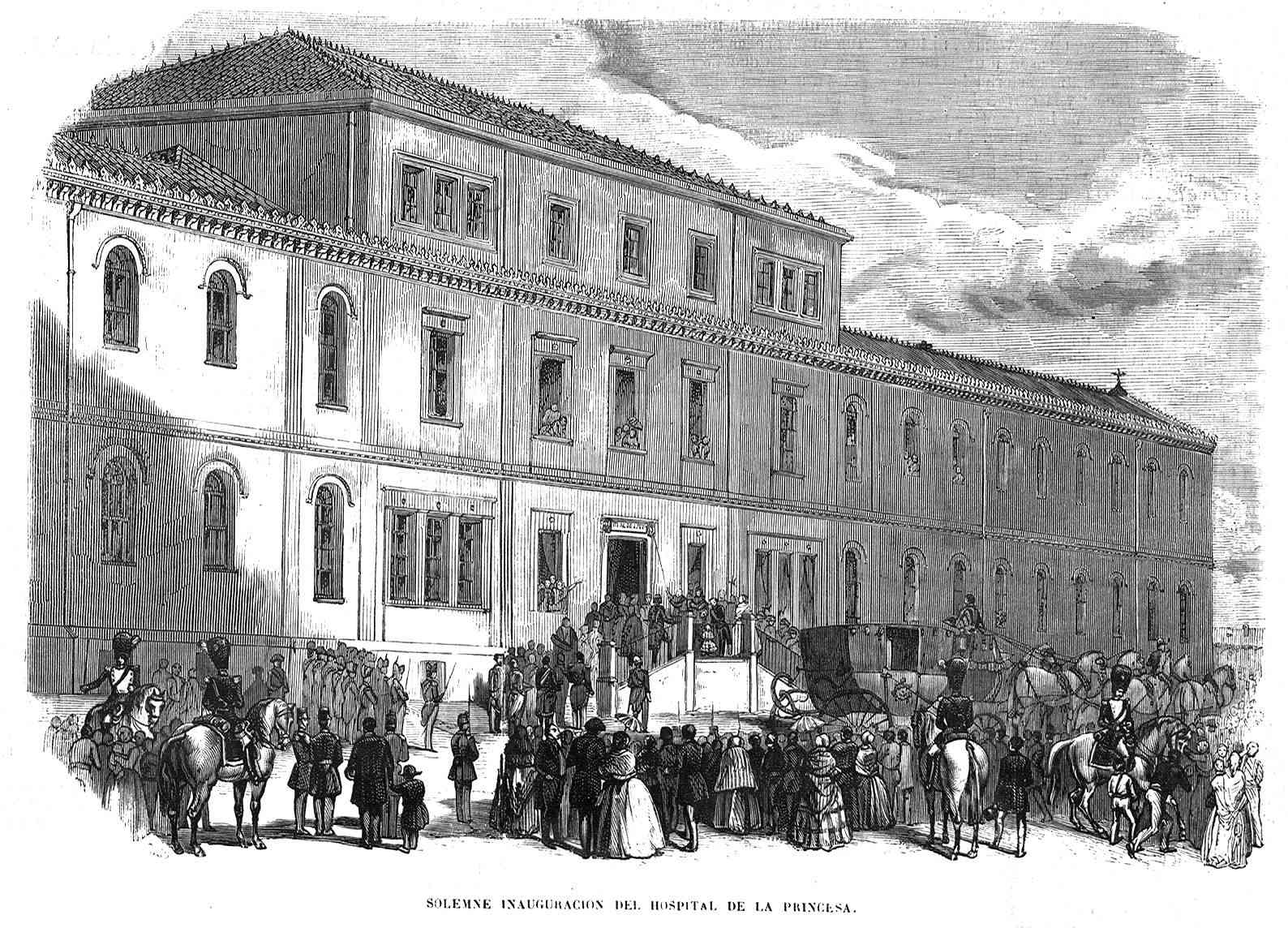
Inauguración del hospital antiguo, en 1857. Grabado publicado en El Museo Universal.

El 20 de diciembre de 1851 nació la primera hija de la reina Isabel II, la infanta Isabel de Borbón, a la que, como heredera del trono, le fue concedido el título de princesa de Asturias. Poco después, el 2 de febrero de 1852, la reina sufrió un atentado a manos del cura Merino. Días después, el 11 de febrero, la reina solicitó al presidente del Gobierno, Juan Bravo Murillo, la construcción de un hospital al cual se le diera el nombre de "Princesa" en honor a su hija y como acción de gracias por haber salido ambas ilesas del atentado. De esta manera, el 16 de octubre de 1852 se puso la primera piedra del futuro hospital, situado en la actual calle de Alberto Aguilera (denominada Paseo de Areneros hasta 1903). Se inauguró cuatro años y medio más tarde, el 24 de abril de 1857.
Durante la Primera República Española (1873-1874), el hospital se denominó “Hospital Nacional”, durante la Segunda República Española se renombró como "Hospital de la Beneficencia General" y en la Guerra Civil, debido a su proximidad al frente de la Ciudad Universitaria, fue trasladado al Colegio del Pilar, en el barrio de Salamanca, con el nombre de Hospital Nacional de Cirugía.
En 1944 ya se habían iniciado las obras del nuevo hospital. El edificio, basado en un proyecto de Amós Salvador Carreras que no pudo ejecutarse debido al estallido de la guerra, fue construido bajo la dirección de Manuel Martínez Chumillas.
El 3 de noviembre de 1955 se inauguró oficialmente el nuevo Gran Hospital de la Beneficencia General del Estado, albergando a pacientes procedentes de las antiguas instalaciones. Tras el final del franquismo, el centro, que había dependido de la Dirección General de Beneficencia, pasó a ser gestionado por la Seguridad Social.
A causa del deterioro del hospital, que arrastraba deficiencias en sus instalaciones desde la década de 1960, fue necesario realizar profundas reformas entre 1978 y 1984, a partir de un proyecto de remodelación de los arquitectos Alfonso Casares Ávila y Reynaldo Ruiz Yébenes.
El 15 de octubre de 1984 se inauguraban las nuevas instalaciones, con la presencia de la reina Sofía y del entonces ministro de Sanidad Ernest Lluch. Ese mismo año, el hospital recuperaba su antiguo nombre.
Pocos años antes, el hospital se había vinculado con la Universidad Autónoma de Madrid, adquiriendo la categoría de Universitario.
La gestión y financiación corrió a cargo del Instituto Nacional de la Salud hasta el 1 de enero de 2002, fecha en la que la Comunidad de Madrid asumió las transferencias sanitarias, antes a cargo del INSALUD.
En 2012, el entonces presidente de la Comunidad de Madrid, Ignacio González, anunció el proyecto de transformar el hospital en un centro “de alta especialización” en las patologías de los mayores de 75 años, lo que provocó un amplio rechazo por parte del personal sanitario y de los usuarios que obligó a que se desestimase la propuesta, respetándose el carácter general del centro a cambio de un recorte en sus fondos.

## Cómo llegar
Al hospital se puede acceder tanto en autobús como en metro. Diversas líneas de autobús tienen para en los alrededores del centro. Estas líneas son: 
Diurnas: 12, 26, 56, 61, 72, 73, 210, C1 y C2.
Nocturnas: N3

### Metro
Se puede llegar mediante las líneas 4, 5 y 6 del Metro de Madrid